# Government Communications Headquarters

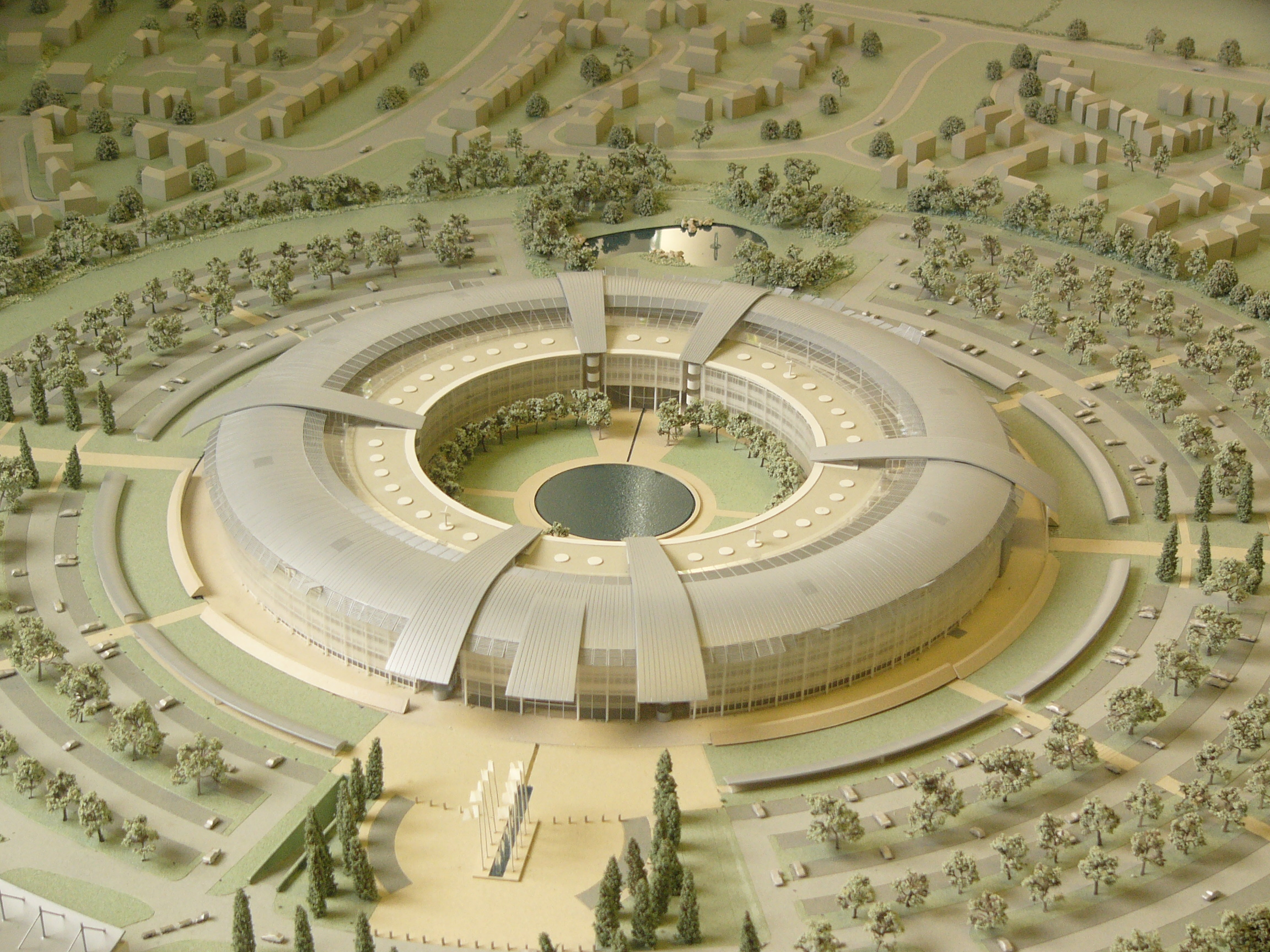
GCHQ Cheltenham

Government Communications Headquarters (GCHQ, Centrala Łączności Rządowej) – brytyjska służba specjalna zajmująca się zbieraniem i oceną informacji pochodzących z rozpoznania promieniowania elektromagnetycznego wykorzystywanego w telekomunikacji.
GCHQ zostało formalnie utworzone w 1919 roku jako Rządowa Szkoła Kodów i Szyfrów (Government Code and Cypher School – GC&CS), lecz podczas II wojny światowej w 1942 (lub w 1946) roku w celu utajnienia charakteru działalności GC&CS, jej nazwę zmieniono na Government Communications Headquarters. 

## Działalność
Odmiennie niż w przypadku Room 40, po zakończeniu II wojny światowej nikt nie kwestionował zasadności istnienia GCHQ, nazywanego nadal przez brytyjskich kryptoanalityków GC&CS. Po wojnie pracownie kryptoanaliczne przeniesiono z Bletchley Park do Cheltenham, miejscowości położonej 75 kilometrów na południe od Birmingham. W 2003 roku GCHQ została ponownie przeniesiona do innego budynku, tzw. Doughnut w Cheltenham.
Mimo że charakter prac prowadzonych przez GCHQ i wszystkie ich szczegóły trzymane były w najgłębszej tajemnicy, wydaje się, że wywiad radziecki dysponował stosunkowo rozległą wiedzą na ich temat. W czasie II wojny światowej o stanie i zaawansowaniu brytyjskich prac kryptograficznych informowali wywiad radziecki (Pierwszy Zarząd Główny Komitetu Bezpieczeństwa Państwowego) członkowie siatki szpiegowskiej Cambridge, (tzw. Cambridge Five).
Government Communications Headquarters ściśle współpracuje z innymi agencjami wywiadowczymi, m.in. z Secret Intelligence Service oraz z Security Service, a także innymi brytyjskimi instytucjami wywiadu i bezpieczeństwa. Wielka Brytania podpisała ze Stanami Zjednoczonymi w 1947 roku tajne porozumienie, tzw. UKUSA (United Kingdom – United States of America Security Agreement), do którego dołączyły m.in. Australia, Kanada, Nowa Zelandia. W ten sposób Government Communications Headquarters może współpracować z amerykańską Agencją Bezpieczeństwa Narodowego (National Security Agency) kanadyjską Służbą Bezpieczeństwa Łączności (Communications Security Establishment), australijskim Zarządem Łączności Ministerstwa Obrony (Defence Signals Directorate) oraz nowozelandzkim Biurem Bezpieczeństwa Łączności Państwowej.

## Personel i struktura
W latach końcowych zimnej wojny w Centrali Łączności Rządowej GCHQ pracowało ok. 6 tys. osób, do 1997 roku liczba ta spadła do ok. 4700 osób.